# Montefalcione
Montefalcione (Mundëfaucionë in dialetto irpino) è un comune italiano di 3 063 abitanti della provincia di Avellino in Campania.

## Storia
Montefalcione è un paese collinare in provincia di Avellino, collocato a circa 561 m sul livello del mare. Montefalcione negli scritti longobardi era detto Montefalsone Oppidum, al tempo dei Normanni Montefalzone, sotto gli Angioini Montefaucione, poi sotto il dominio dei Puderico e dei Tocco fu chiamato Montefalcione e Monte Falcione. Lo stemma di Montefalcione è rappresentato da un falcione che sovrasta 3 colline probabilmente quella del Castello, San Marco e Santa Marina, che sono i 3 rilievi dell'agro montefalcionese. Il falcione invece è stato scelto come simbolo di lavoro e di civiltà contadina. Le origini di Montefalcione risalgono a molti secoli prima dell'Era Cristiana, ciò è confermato da documenti e testimonianze che affermano il succedersi delle dominazioni di Etruschi, Sanniti e Romani. Il ritrovamento di tombe e di vasi di notevole importanza testimoniano che fin dal 1100 a.C. Montefalcione era assoggettato dagli Etruschi, i quali ebbero il dominio della Campania e delle regioni meridionali finché i greci e i sanniti non li cacciarono. A confermare il dominio etrusco fu il ritrovamento, nel 1902, di due tombe etrusche, in esse furono ritrovate una moneta di rame etrusca e uno dei più bei vasi lacrimatoi etruschi. Dopo la dominazione etrusca seguì quella dei sanniti, di cui però non è rimasta alcuna traccia. Tale dominazione terminò nell'82 a.C. quando i sanniti furono domati dai romani. Il ritrovamento di reperti archeologici, come le monete del periodo di Costantino, ruderi di costruzioni romane, tombe romane ed iscrizioni sparse per tutto il territorio di Montefalcione, testimoniano la presenza dei romani. Questa dominazione durò fino all'inizio del Medioevo, quando Montefalcione era un insieme di frazioni e casali sparsi sui fianchi delle colline di Santa Marina, San Marco, Fortuna, Rogliano e Villani San Pietro. Molte di queste terre però furono abbandonate dagli abitanti perché erano di facile accesso al nemico. Dopo molti anni di completo abbandono il paese passò sotto la dominazione longobarda. Montefalcione entrò a far parte del Ducato di Benevento costituito nel 570 e i Longobardi, per difendere il territorio e creare un rifugio sicuro per i montefalcionesi, fecero costruire un castello sulla collina più alta del paese.
Il comune è noto anche per essere stato teatro, nei primi anni dell'unità d'Italia di una rivolta antigovernativa e della susseguente sanguinosa repressione da parte delle truppe del regio esercito italiano sulla parte rivoltosa della popolazione; simili eventi avvennero anche in altri paesi, nei territori annessi al regno d'Italia nell'ambito della lotta contro il brigantaggio postunitario.

### Simboli
Lo stemma può essere blasonato: d'azzurro, alla falce rovesciata, posta in sbarra, manicata al naturale, con la lama d'argento, essa sormonta tre monti, pure al naturale, fondati in punta, la montagna a sinistra cela parzialmente col declivio destro la montagna al centro che a sua volta cela parzialmente col declivio destro la montagna a destra. Il gonfalone è un drappo interzato in fascia di verde, di bianco e di rosso.

## Società

### Evoluzione demografica
Abitanti censiti

### Lingue e dialetti
Accanto alla lingua italiana, a Montefalcione si parla il dialetto irpino.

## Cultura

### Festa patronale di Sant'Antonio

Santuario di Sant'Antonio di Padova (chiesa madre di Santa Maria Assunta) in Montefalcione
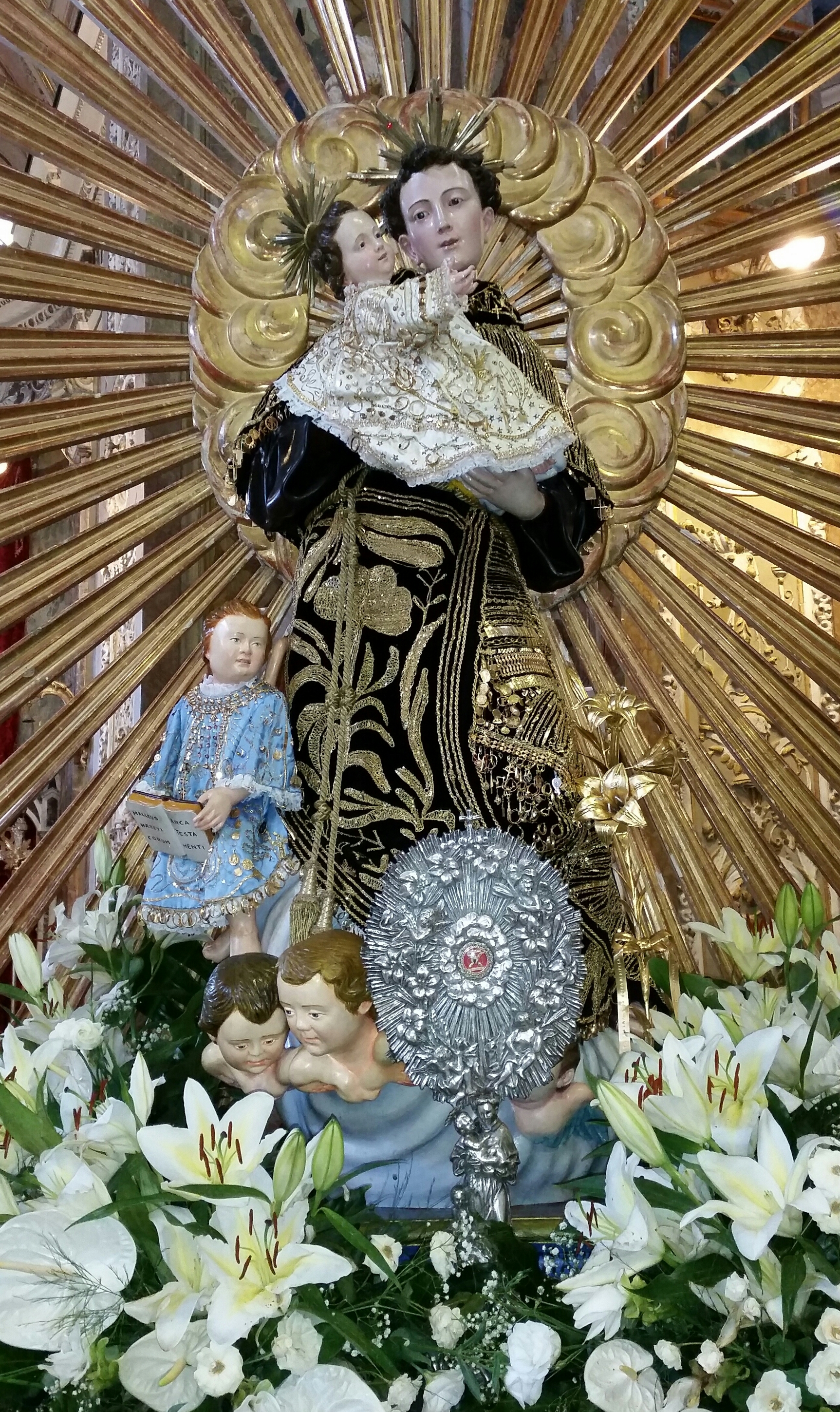
Statua di Sant'Antonio di Padova
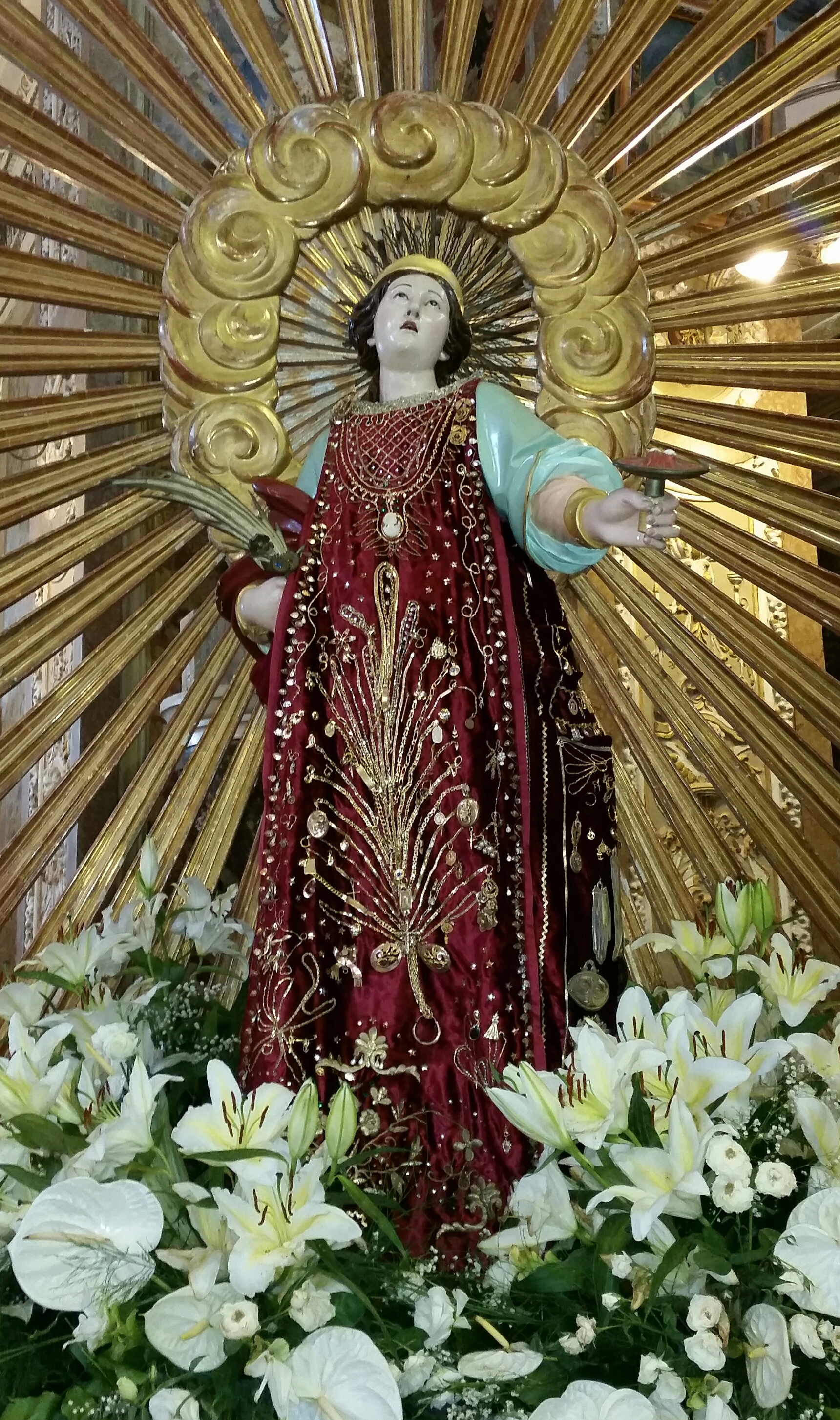
Statua di San Lucia Vergine e Martire

La chiesa madre danneggiata dal terremoto del 1980 è stata completamente restaurata, pregevole è il soffitto a cassettoni ricco di decorazioni.
Sopra la porta d'ingresso un pregevole organo costruito nel 1864 dai fratelli Carlo e Pasquale Jantosca di Candida. 
L'ultima settimana d'agosto, è ricca di avvenimenti per Montefalcione. Dal giovedì fino al lunedì successivo, si svolgono i solenni festeggiamenti in onore di sant'Antonio di Padova, patrono del paese e di santa Lucia vergine e martire. Il sabato, vi è sempre un concerto con la presenza di cantanti rinomati. La domenica, dopo le messe della mattina, e del pomeriggio, si svolge la suggestiva processione del santo per le vie del paese, con al seguito le autorità cilvili e religiose, al termine della quale avviene "l'incendio del campanile". Il giorno dopo vi è la processione della santa, e a partire dalla mezzanotte la gara pirotecnica più importante della Campania, che illumina la notte estiva montefalcionese. Al termine dei fuochi, avviene la premiazione nella piazza principale. Il tutto si conclude non prima dell'alba del giorno dopo. Caratteristica di ogni processione.che si svolge nel paese (esclusa quella del venerdì santo), è la cosiddetta "asta dei santi". Infatti al momento dell'uscita del simulacro, si svolge un'asta che vede coinvolte quelle persone che desiderano portare a spalla il santo. Colui che offre di più porta a spalla la statua per il tratto processionale, i soldi andranno al comitato festa che li investirà per la festività dell'anno successivo. Questa festa vede la partecipazione oltre che del popolo, anche di molti turisti ed emigranti all'estero.

### San Feliciano

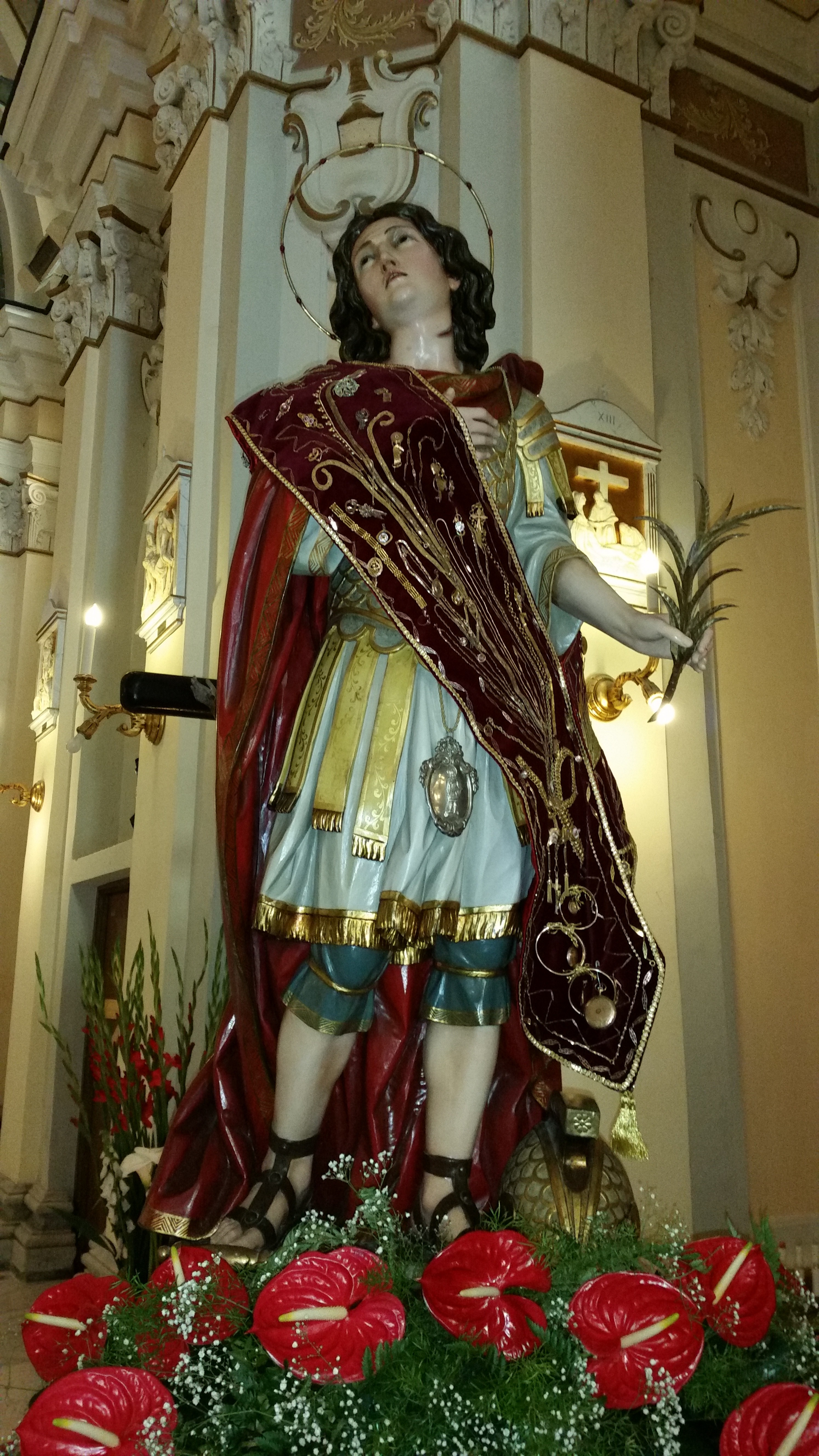
Statua di San Feliciano Martire
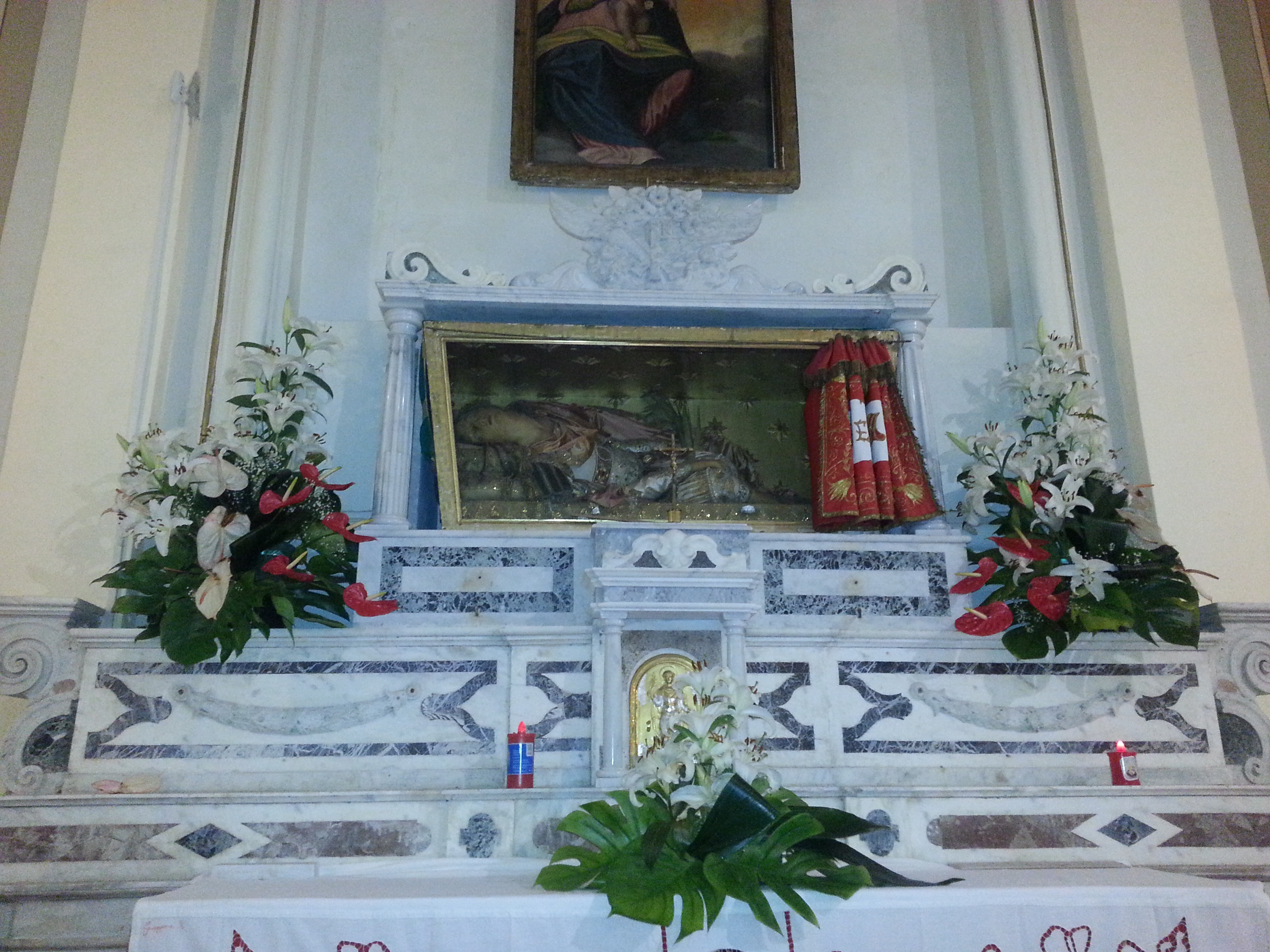
Reliquie di San Feliciano

Gli ultimi tre giorni di maggio si svolgono i festeggiamenti in onore di san Feliciano martire, santo a cui i montefalcionesi sono molto legati per la presenza delle reliquie nella chiesa di Nostra Signora del Sacro Cuore, annessa all'ex-monastero dei Benedettini di Montevergine, oggi sede del comune.

## Infrastrutture e trasporti

### Strade
Il comune è interessato dalla strada statale 7 e dalla strada provinciale 61.

### Ferrovie
Il comune è servito dalla stazione di Montefalcione, sulla ferrovia Avellino-Rocchetta Sant'Antonio, attiva per soli treni storici e/o turistici. La frazione Percianti era servita, inoltre, dalla fermata di Percianti-Arianello.

## Amministrazione
| Periodo        | Periodo        | Primo cittadino           | Partito                         | Carica  | Note   |
| -------------- | -------------- | ------------------------- | ------------------------------- | ------- | ------ |
| 29 giugno 1988 | 7 giugno 1993  | Crescenzo Pagliuca        | Democrazia Cristiana            | Sindaco | [ 9 ]  |
| 7 giugno 1993  | 28 aprile 1997 | Emilio Antonio Ruggiero   | Democrazia Cristiana            | Sindaco | [ 10 ] |
| 28 aprile 1997 | 14 maggio 2001 | Emilio Antonio Ruggiero   | Partito Popolare Italiano       | Sindaco | [ 10 ] |
| 14 maggio 2001 | 30 maggio 2006 | Vanda Grassi              | Lista civica di centro-sinistra | Sindaco | [ 11 ] |
| 30 maggio 2006 | 17 maggio 2011 | Vanda Grassi              | La Margherita                   | Sindaco | [ 11 ] |
| 17 maggio 2011 | 5 giugno 2016  | Maria Antonietta Belli    | Lista civica: Lavoriamo insieme | Sindaco | [ 12 ] |
| 5 giugno 2016  | 5 ottobre 2021 | Maria Antonietta Belli    | Lista civica: Lavoriamo insieme | Sindaco | [ 12 ] |
| 5 ottobre 2021 | in carica      | Angelo Antonio D'Agostino | Lista civica: Per Montefalcione | Sindaco | [ 13 ] |